# Hipposideros megalotis
Hipposideros megalotis là một loài động vật có vú trong họ Dơi nếp mũi, bộ Dơi. Loài này được Heuglin mô tả năm 1862.